# Poniatycze (przystanek kolejowy)
Poniatycze (biał. Паняцічы; ros. Понятичи) – przystanek kolejowy w pobliżu miejscowości Poniatycze, w rejonie pińskim, w obwodzie brzeskim, na Białorusi. Leży na linii Homel - Łuniniec - Żabinka.